# Irã nos Jogos Olímpicos de Verão da Juventude de 2010
O Irã participou dos Jogos Olímpicos de Verão da Juventude de 2010 em Cingapura. Sua delegação foi composta de 52 atletas que competiram em 13 esportes. O país obteve dois ouros, duas pratas e um bronze.

## Medalhistas
| Medalha | Nome                | Esporte        | Evento                           | Data         |
| ------- | ------------------- | -------------- | -------------------------------- | ------------ |
| Ouro    | Kaveh Rezaei        | Taekwondo      | Até 55 kg masculino              | 16 de agosto |
| Ouro    | Alireza Kazeminejad | Halterofilismo | Mais de 85 kg masculino          | 19 de agosto |
| Prata   | Mohammad Soleimani  | Taekwondo      | Até 48 kg masculino              | 15 de agosto |
| Prata   | Mehran Sheikhi      | Luta           | Livre até 46 kg masculino        | 17 de agosto |
| Bronze  | Yousef Ghaderian    | Luta           | Greco-romana até 69 kg masculino | 15 de agosto |

## Atletismo
| Evento                    | Atleta                     | Qualificação | Qualificação | Final     | Final        |
| Evento                    | Atleta                     | Resultado    | Posição      | Resultado | Posição      |
| ------------------------- | -------------------------- | ------------ | ------------ | --------- | ------------ |
| Salto em altura masculino | Mohammad Reza Vazifehdoust | 2,00         | 12º          | 2,07      | 3º (Final B) |

## Basquetebol
Masculino:
| Elenco                                                        | Preliminares                                                                    | Preliminares | Classificação 9-16        | Classificação 9-12    | Disputa pelo 11º lugar | Pos. final |
| Elenco                                                        | Grupo B                                                                         | Pos.         | Classificação 9-16        | Classificação 9-12    | Disputa pelo 11º lugar | Pos. final |
| ------------------------------------------------------------- | ------------------------------------------------------------------------------- | ------------ | ------------------------- | --------------------- | ---------------------- | ---------- |
| Amir Sedighi Arman Zangeneh Mohammad Ojaghi Sajjad Mashayekhi | EGY Egito V 27-21 LTU Lituânia D 18-29 ARG Argentina D 21-24 PAN Panamá V 29-21 | 4º           | NZL Nova Zelândia V 29-17 | PHI Filipinas D 19-28 | TUR Turquia V 31-25    | 11º        |

## Boxe
| Evento                       | Atleta          | Preliminares                 | Disputa do 5º lugar     | Pos. final |
| ---------------------------- | --------------- | ---------------------------- | ----------------------- | ---------- |
| Peso meio-pesado (até 81 kg) | Bijan Khojasteh | UZB Sardorbek Begaliev D 2-4 | RUS Anzor Elpiev D 3-10 | 6º         |

## Canoagem
| Evento                  | Atleta                   | Tomada de tempo | Tomada de tempo | 1ª rodada                                   | 2ª rodada (repescagem) | Oitavas-de-final                             | Quartas-de-final   | Semi-finais        | Final              | Pos. final |
| Evento                  | Atleta                   | Resultado       | Pos.            | Oponente Resultado                          | Oponente Resultado     | Oponente Resultado                           | Oponente Resultado | Oponente Resultado | Oponente Resultado | Pos. final |
| ----------------------- | ------------------------ | --------------- | --------------- | ------------------------------------------- | ---------------------- | -------------------------------------------- | ------------------ | ------------------ | ------------------ | ---------- |
| Velocidade K1 masculino | Ali Aghamirzaeijenaghrad | 1:32.78         | 3º              | SVK Miroslav Urban V 1:33.26 (bat. 2)       |                        | BLR Andrei Tsarykovich D 1:31.94 (bat. 6)    | Não avançou        | Não avançou        | Não avançou        | --         |
| Slalom K1 masculino     | Ali Aghamirzaeijenaghrad | 1:41.01         | 11º             | CUB Renier Mora Jimenez V 1:39.13 (bat. 10) |                        | SIN Brandon Wei Cheng Ooi D 1:43.21 (bat. 7) | Não avançou        | Não avançou        | Não avançou        | --         |

## Futebol
Feminino:
| Elenco | Preliminares                                 | Preliminares | Semifinais                 | Disputa pelo Bronze | Pos. final |
| Elenco | Grupo A                                      | Pos.         | Semifinais                 | Disputa pelo Bronze | Pos. final |
| --- | -------------------------------------------- | ------------ | -------------------------- | ------------------- | ---------- |
| Mahdieh Amighi, Fatemeh Khalaji, Kosar Kamali, Nastaran Moradloo, Sarshin Kamangar, Yasaman Pakjoo, Mogharrab Zadhossein-Ali, Shahin Aflaki, Fatemeh Adeli, Fatemeh Ardestani, Behnaz Taherkhani, Maryam Nami, Fatemeh Shirafkannejad, Soghra Farmani, Zahra Koravand, Ainaz Fallah, Azita Malmoli, Hanieh Mirzaei | TUR Turquia D 2-4 PNG Papua-Nova Guiné V 1-0 | 2º           | GEQ Guiné Equatorial D 1-4 | TUR Turquia D 0-3   | 4º         |

## Halterofilismo
| Evento                  | Atleta              | Peso corporal (kg) | Arranque (kg) | Arranque (kg) | Arranque (kg) | Arranque (kg) | Arremesso (kg) | Arremesso (kg) | Arremesso (kg) | Arremesso (kg) | Total (kg) | Pos. final      |
| Evento                  | Atleta              | Peso corporal (kg) | 1             | 2             | 3             | Res.          | 1              | 2              | 3              | Res.           | Total (kg) | Pos. final      |
| ----------------------- | ------------------- | ------------------ | ------------- | ------------- | ------------- | ------------- | -------------- | -------------- | -------------- | -------------- | ---------- | --------------- |
| Mais de 85 kg masculino | Alireza Kazeminejad | 155,82             | 148           | 155           | 160           | 155           | 190            | 196            | -              | 196            | 351        | Medalha de ouro |
| Até 69 kg masculino     | Mohsen Ghazalian    | 66,08              | 110           | 115           | 118           | 118           | 135            | 135            | 140            | 135            | 253        | 7º              |

## Judô
| Evento               | Atleta                | 1ª rodada    | 2ª rodada                           | 2ª rodada repescagem          | 3ª rodada repescagem                   | Semifinais repescagem             | Final repescagem               | Disputa pelo bronze | Pos. final |
| -------------------- | --------------------- | ------------ | ----------------------------------- | ----------------------------- | -------------------------------------- | --------------------------------- | ------------------------------ | ------------------- | ---------- |
| Até 66 kg masculino  | Farshid Ghasemi Asl   | Sem oponente | USA Maxamillian Schneider D 000-022 | SMR Paolo Persoglia V 101-000 | AND Patrick Ferreira Martins V 100-000 | LTU Kestutis Vitkauskas V 012-000 | DEN Phuc Cai D 000-100         | Não avançou         | --         |
| Até 100 kg masculino | Shayan Nasirpoudizaji | Sem oponente | BEL Toma Nikiforov D 001-020        | Sem oponente                  |                                        |                                   | KGZ Bolot Toktogonov D 000-001 | Não avançou         | --         |

| Evento         | Atleta                                                | 1ª rodada               | 2ª rodada   | Semifinais  | Final       | Pos. final |
| -------------- | ----------------------------------------------------- | ----------------------- | ----------- | ----------- | ----------- | ---------- |
| Equipes mistas | Farshid Ghasemi Asl (como integrante da equipe Paris) | ZZX Equipe Tóquio D 3-5 | Não avançou | Não avançou | Não avançou | 9º         |

## Lutas
| Evento                    | Atleta         | Preliminares       | Preliminares           | Preliminares            | Preliminares | Final                        | Pos. final       |
| Evento                    | Atleta         | 1ª rodada          | 2ª rodada              | 3ª rodada               | Pos.         | Oponente Resultado           | Pos. final       |
| Evento                    | Atleta         | Oponente Resultado | Oponente Resultado     | Oponente Resultado      | Pos.         | Oponente Resultado           | Pos. final       |
| ------------------------- | -------------- | ------------------ | ---------------------- | ----------------------- | ------------ | ---------------------------- | ---------------- |
| Livre até 46 kg masculino | Mehran Sheikhi |                    | VEN Andri Dávila V 3-1 | PER Robinson Ríos V 4-0 | 1º           | RUS Aldar Balzhinimaev D 0-4 | Medalha de prata |

| Evento                           | Atleta          | Preliminares                 | Preliminares              | Preliminares                   | Preliminares | Disuta pelo 5º lugar  | Pos. final |
| Evento                           | Atleta          | 1ª rodada                    | 2ª rodada                 | 3ª rodada                      | Pos.         | Oponente Resultado    | Pos. final |
| Evento                           | Atleta          | Oponente Resultado           | Oponente Resultado        | Oponente Resultado             | Pos.         | Oponente Resultado    | Pos. final |
| -------------------------------- | --------------- | ---------------------------- | ------------------------- | ------------------------------ | ------------ | --------------------- | ---------- |
| Greco-romana até 46 kg masculino | Mehrdad Khamseh | KAZ Akan Baimaganbetov D 1-3 | EGY Mahmoud Hussein V 4-0 | CUB Yosvanys Peña Flores D 0-3 | 3º           | ECU Henry Pilay V 3-1 | 5º         |

| Evento                           | Atleta           | Preliminares                | Preliminares         | Preliminares            | Preliminares | Disputa do bronze                 | Pos. final        |
| Evento                           | Atleta           | 1ª rodada                   | 2ª rodada            | 3ª rodada               | Pos.         | Oponente Resultado                | Pos. final        |
| Evento                           | Atleta           | Oponente Resultado          | Oponente Resultado   | Oponente Resultado      | Pos.         | Oponente Resultado                | Pos. final        |
| -------------------------------- | ---------------- | --------------------------- | -------------------- | ----------------------- | ------------ | --------------------------------- | ----------------- |
| Greco-romana até 69 kg masculino | Yousef Ghaderian | ALG Abdelkrim Ouakali V 3-1 | TUR Musa Gedik D 0-4 | SYR Ahmad Darwish V 3-0 | 2º           | BLR Aliaksandr Nedashkouski V 3-1 | Medalha de bronze |

## Natação
| Evento                    | Atleta                 | Qualificação | Qualificação | Semifinais  | Semifinais  | Final       | Final       |
| Evento                    | Atleta                 | Resultado    | Posição      | Resultado   | Posição     | Resultado   | Posição     |
| ------------------------- | ---------------------- | ------------ | ------------ | ----------- | ----------- | ----------- | ----------- |
| 50 m livre masculino      | Ahmadreza Jalali       | 24.43        | 23º (7º q5)  | Não avançou | Não avançou | Não avançou | Não avançou |
| 100 m borboleta masculino | Ahmadreza Jalali       | 57.84        | 26º (3º q2)  | Não avançou | Não avançou | Não avançou | Não avançou |
| 200 m medley masculino    | Ahmadreza Jalali       | 2:12.43      | 23º (7º q3)  |             |             | Não avançou | Não avançou |
| 100 m borboleta masculino | Homayoun Haghighijadid | 58.34        | 27º (4º q2)  | Não avançou | Não avançou | Não avançou | Não avançou |
| 200 m borboleta masculino | Homayoun Haghighijadid | 2:09.45      | 19º (6º q1)  |             |             | Não avançou | Não avançou |

## Taekwondo
| Evento              | Atleta             | 1ª rodada               | Quartas-de-final                  | Semifinais                         | Final                       | Pos. final       |
| ------------------- | ------------------ | ----------------------- | --------------------------------- | ---------------------------------- | --------------------------- | ---------------- |
| Até 55 kg masculino | Kaveh Rezaei       | Sem oponente            | HAI Peterson Sertune V RSC 1 0:55 | SIN Jia Jun Daryl Tan V RSC 3 1:33 | KAZ Nursultan Mamayev V 4-2 | Medalha de ouro  |
| Até 44 kg feminino  | Maryam Shirjahani  | TUR Seyma Tuncer D 0-11 | Não avançou                       | Não avançou                        | Não avançou                 | 9º               |
| Até 48 kg masculino | Mohammad Soleimani | Sem oponente            | UZB Abubakir Rasulov V 5-1        | USA Gregory English V 3-1          | ISR Gili Haimovitz D WO     | Medalha de prata |

## Tiro
| Evento                       | Atleta                   | Qualificação | Qualificação | Qualificação | Qualificação | Qualificação | Qualificação | Qualificação | Qualificação | Final       | Final       | Final       | Final       | Final       | Final       | Final       | Final       | Final       | Final       | Final       | Final       | Final       |
| Evento                       | Atleta                   | 1            | 2            | 3            | 4            | 5            | 6            | Total        | Pos.         | 1           | 2           | 3           | 4           | 5           | 6           | 7           | 8           | 9           | 10          | Total final | Total       | Pos. final  |
| ---------------------------- | ------------------------ | ------------ | ------------ | ------------ | ------------ | ------------ | ------------ | ------------ | ------------ | ----------- | ----------- | ----------- | ----------- | ----------- | ----------- | ----------- | ----------- | ----------- | ----------- | ----------- | ----------- | ----------- |
| Pistola de ar 10 m masculino | Sepehr Safariboroujeni   | 92           | 95           | 94           | 95           | 94           | 91           | 561          | 12º          | Não avançou | Não avançou | Não avançou | Não avançou | Não avançou | Não avançou | Não avançou | Não avançou | Não avançou | Não avançou | Não avançou | Não avançou | Não avançou |
| Pistola de ar 10 m feminino  | Yasaman Heidariboroujeni | 94           | 93           | 89           | 91           |              |              | 367          | 16º          | Não avançou | Não avançou | Não avançou | Não avançou | Não avançou | Não avançou | Não avançou | Não avançou | Não avançou | Não avançou | Não avançou | Não avançou | Não avançou |

## Tiro com arco
| Evento              | Atleta                              | Qualificatória | Qualificatória | 1ª rodada                                              | Oitavas-de-final   | Quartas-de-final   | Semi-finais        | Final              | Pos. final |
| Evento              | Atleta                              | Resultado      | Pos.           | Oponente Resultado                                     | Oponente Resultado | Oponente Resultado | Oponente Resultado | Oponente Resultado | Pos. final |
| ------------------- | ----------------------------------- | -------------- | -------------- | ------------------------------------------------------ | ------------------ | ------------------ | ------------------ | ------------------ | ---------- |
| Individual feminino | Yasaman Shirian                     | 565            | 22º            | GER Isabel Viehmeier D 2-6                             | Não avançou        | Não avançou        | Não avançou        | Não avançou        | --         |
| Equipes mistas      | Yasaman Shirian e EGY Ibrahim Sabry |                |                | MDA Alexandra Mirca/ DEN Benjamin Hindborg Ipsen D 5-6 | Não avançaram      | Não avançaram      | Não avançaram      | Não avançaram      | --         |

## Voleibol
Masculino:
| Elenco | Preliminares                                                                         | Preliminares | Disputa pelo 5º lugar                                         | Pos. final |
| Elenco | Grupo B                                                                              | Pos.         | Disputa pelo 5º lugar                                         | Pos. final |
| --- | ------------------------------------------------------------------------------------ | ------------ | ------------------------------------------------------------- | ---------- |
| Alireza Nasr Esfahani, Ata Zeraatgar, Shahab Ahmadi, Ramin Khani, Faramarz Zarif, Ali Nodouzpour, Kamal Ghoreishi, Ali Daneshpour, Mououd Aghapour, Javad Hosseinabadi, Meisam Faridi, Babak Amiri | ARG Argentina D 0-3 (12-25, 9-25, 27-29) CUB Cuba D 1-3 (25-21, 22-25, 19-25, 22-25) | 3º           | COD República Democrática do Congo V 3-0 (25-9, 25-15, 25-17) | 5º         |